# Sân bay Temindung
Sân bay Temindung đã là một sân bay quốc tế của Samarinda từ năm 1974.
Sân bay này đã là sân nhà của hãng hàng không quốc gia Samarinda Kaltim Airlines, cũng như của các hãng DAS và Kurakura Aviation.  Vời nhiều nhà chọc trời nằm ở phía Nam.

## Vị trí địa lý và lịch sử
Temindung tọa lạc tại phía Bắc của sông Karang Mumus ở Sei Pinang, Samarinda.
Chỉ có một đường băng ở sân bay này có hướng 32.1 độ và 212.1 độ, do đó nó có tên 04/22. Đường băng có chiều dài 1160 m.
Việc hạ cánh tại sân bay này quả là một điều thách thức. Tùy thuộc vào hướng hạ cánh, máy bay phải vượt qua các khu vực đông đúc dân cư tại Samarinda với cao độ thấp.
Tại cuối phía Nam của đường băng, các tòa nhà cao đến 9 tầng mọc lên ngay giữa đường.
Sự tăng trưởng của Samarinda cũng đã gây căng thẳng cho năng lực của sân bay. Do yêu cầu cất hạ cánh an toàn nên độ cao các tòa nhà xây ở Samarinda bị hạn chế. Sân bay này cũng gây ô nhiễm tiếng ồn nghiêm trọng cho các cư dân gần đó. Lệnh giới nghiêm từ đêm đến 7h00 sáng cũng cản trở hoạt động của sân bay này.

Sơ đồ Sân bay Temindung

Do đó, cuối thập niên 1980, chính quyền Samarinda đã bắt đầu tìm kiếm một vị trí thay thế để xây một sân bay mới thay thế sân bay Temindung. Và đã chọn  Sungai Siring.

## Hãng hàng không và điểm đến
| Hãng hàng không  | Các điểm đến     |
| ---------------- | ---------------- |
| Kalstar Aviation | Malinau, Tarakan |